# Тифани Сболки
Тифани Сболки е герой от поредицата за Света на Диска на британския писател Тери Пратчет.
Тифани е стажант-вещица, чието обучение и последващи приключения са основната тема в пет романа от поредицата. Тя е главната героиня във „Волният Народец“, „Шапка Пълна с Небе“, „Зимоковецът“, „В черно като полунощ“ и последната книга на Пратчет "The Shepherd's Crown". Като вещица, Тифани притежава Първозрение – възможността да види какво наистина има (за разлика от втория поглед, който показва на хората какво мислят, и какво би трябвало да е там). Тя също така притежава Второмислие, които са мисли определени като „мислите за начина, по който се мисли“. Уникалното у нея е, че тя притежава Трети Мисли (мислите, за начина по който се мисли за начина, по който се мисли).